# Peperomia subspathulata
Peperomia subspathulata är en pepparväxtart som beskrevs av Truman George Yuncker. Peperomia subspathulata ingår i släktet peperomior, och familjen pepparväxter. Inga underarter finns listade i Catalogue of Life.